# Winter World University Games 2025/Teilnehmer (Nepal)
| Gelbes Symbol für Goldmedaillen mit stilisierten Olympischen Ringen | Graues Symbol für Silbermedaillen mit stilisierten Olympischen Ringen | Braundes Symbol für Bronzemedaillen mit stilisierten Olympischen Ringen |
| ------------------------------------------------------------------- | --------------------------------------------------------------------- | ----------------------------------------------------------------------- |
| —                                                                   | —                                                                     | —                                                                       |

Die Niederlande nimmt mit einem Athleten an den Winter World University Games 2025 in Turin teil.

## Teilnehmer nach Sportarten

### Shorttrack
| Athleten      | Wettbewerbe | Qualifikation | Qualifikation | Vorlauf | Vorlauf | Viertelfinale | Viertelfinale | Halbfinale | Halbfinale | Finale | Finale | Rang |
| Athleten      | Wettbewerbe | Zeit          | Rang          | Zeit    | Rang    | Zeit          | Rang          | Zeit       | Rang       | Zeit   | Rang   | Rang |
| ------------- | ----------- | ------------- | ------------- | ------- | ------- | ------------- | ------------- | ---------- | ---------- | ------ | ------ | ---- |
| Männer        |             |               |               |         |         |               |               |            |            |        |        |      |
| Ramesh Muktan | 500 m       |               |               |         |         |               |               |            |            |        |        |      |
| Ramesh Muktan | 1000 m      |               |               |         |         |               |               |            |            |        |        |      |